# 阿扎提·苏里坦
阿扎提·苏里坦（1950年—），男，维吾尔族，新疆乌鲁木齐人，中华人民共和国作家，中国作家协会主席团委员，第九届全国人大代表，原新疆师范大学校长。

## 生平
2018年9月13日，据自由亚洲电台报道，阿扎提·苏里坦被送入新疆再教育营。